# أندريه إيونيسكو
أندريه إيونيسكو (بالرومانية: Andrei Ionescu) (29 مارس 1988 بكرايوفا في رومانيا - ) هو لاعب كرة قدم روماني في مركز الوسط. شارك مع منتخب رومانيا تحت 21 سنة لكرة القدم. أما مع النوادي، فقد لعب مع إف سي آيندهوفن ورويال أنتويرب ونادي ستيوا بوخارست ونادي فيرينتسفاروشي ونادي نفط الجنوب ويونيفرسيتاتيا كرايوفا ونادي ستيوا بوخارست الثاني ‏ وبوليتنيكا ياشي.

## وصلات خارجية
- أندريه إيونيسكو على موقع الاتحاد الأوربي (الإنجليزية)
- أندريه إيونيسكو على موقع قاعدة بيانات كرة القدم.إي يو (الإنجليزية)
- أندريه إيونيسكو على موقع Soccerway.com (الإنجليزية)
- أندريه إيونيسكو على موقع عالم كرة القدم.نت (الإنجليزية)